# Joseph Athale
Joseph Georges Athale (ur. 11 lipca 1995 na wyspie Ouvéa) – nowokaledoński piłkarz grający na pozycji obrońcy w piątoligowym francuskim klubie Olympique Saint-Quentin oraz w reprezentacji Nowej Kaledonii. 

## Kariera
W swojej karierze grał w nowokaledońskich klubach, takich jak: ASC Gaïca, AS Lössi, AS Wetr, AS Magenta czy Hienghène Sport. Z Hienghène wystąpił na Klubowych Mistrzostwach Świata 2019. W 2023 został piłkarzem Olympique Saint-Quentin.
W reprezentacji Nowej Kaledonii zadebiutował 26 marca 2016 w meczu z Vanuatu. Został powołany na Puchar Narodów Oceanii 2016. Pierwszą bramkę w kadrze zdobył 10 października 2024 przeciwko Papui-Nowej Gwinei w ramach eliminacji do Mistrzostw Świata 2026.